# Карла Лінке
Карла Лінке (нім. Karla Linke, 29 червня 1960) — німецька плавчиня.
Учасниця Олімпійських Ігор 1976 року.
Призерка Чемпіонату світу з водних видів спорту 1975 року.
Чемпіонка Європи з водних видів спорту 1974 року.